# The Hunt for the BTK Killer
The Hunt for the BTK Killer é um telefilme biográfico de 2005 dirigido por Stephen T. Kay e foi ao ar originalmente na CBS. A produção se baseia na história verídica de Dennis Rader, que torturou e matou dez vítimas no Kansas, Estados Unidos de 1974 a 1991. Embora os eventos tenham ocorrido em Wichita, Kansas, o filme foi produzido na Nova Escócia, Canadá.

## Elenco
- Robert Forster ... detetive Jason Magida
- Michael Michele ... detetive Baines
- Maury Chaykin ... Robert Beattie
- Mimi Kuzyk ... Sra. Magida
- Gregg Henry ... Dennis Rader
- John Dunsworth ... Pastor